# NGC 1461
NGC 1461 je galaksija u zviježđu Eridan.

## Vanjske poveznice
- SEDS: NGC 1461